# Antoine Ghanem
Antoine Ghanem, j. arabski: أنطوان غانم (ur. 10 sierpnia 1943, zm. 19 września 2007 w Bejrucie) – libański polityk antysyryjski, katolik-maronita, deputowany do parlamentu z ramienia prawicowej partii chrześcijańskiej Falangi Libańskie.
Zginął 19 września 2007 r., w wyniku wybuchu samochodu-pułapki w bejruckiej dzielnicy Sin al-Fil w okolicy hotelu "Metropolitan". Poza Ghanemem w zamachu śmierć poniosło 8 osób w tym 2 jego ochroniarzy, a ponad 20 osób zostało rannych. Ghanem jest 8 politykiem antysyryjskim zabitym w Libanie od lutego 2005 r. Pogrzeb polityka który odbył się 21 września, przerodził się w wielką manifestację polityczną w której uczestniczyło kilka tysięcy zwolenników Falang Libańskich.